# Dzieci ulicy

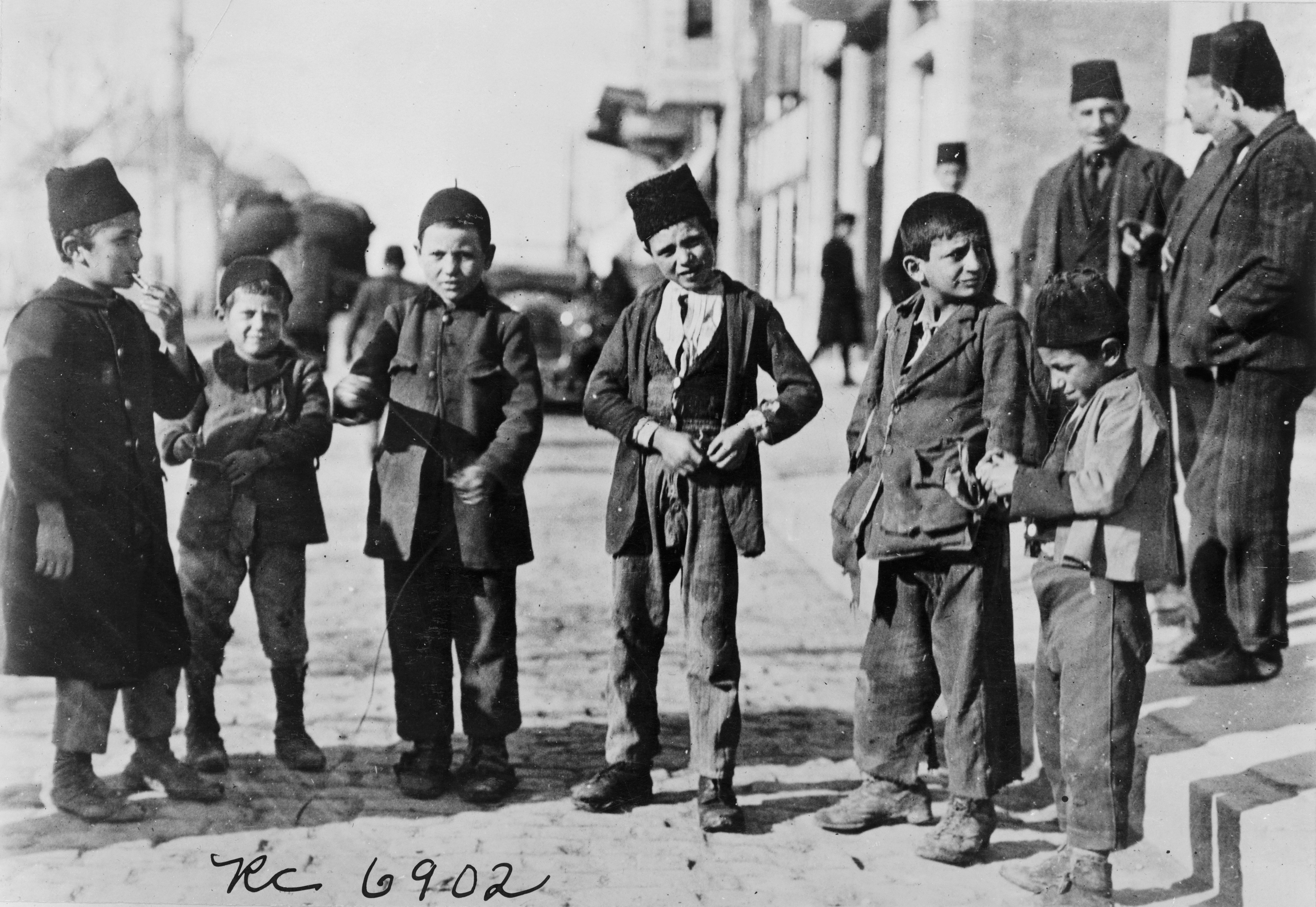
Grupa dzieci ulicy różnych narodowości (tureckiej, rosyjskiej, greckiej, żydowskiej) w Stambule, 1921 rok

Dzieci ulicy – termin socjologiczny opisujący wykluczenie społeczne osób małoletnich. Nie zawsze związane jest ono z bezdomnością lub sieroctwem. Często wprawdzie dzieci te wychowują się (czyli przebywają, pracują, żebrzą, kradną, a nawet czasowo mieszkają) na ulicach, ale równocześnie posiadają domy i rodziny. 
W terminologii międzynarodowej dzieci ulicy dzieli się na kategorie: 
- street-working children – dzieci, które pracują na ulicy, ale utrzymują kontakt z rodziną i zazwyczaj wracają do niej na noc
- street-living children – dzieci, które mieszkają i pracują na ulicy i prawie nie utrzymują kontaktu z rodziną
- children at risk – dzieci, których warunki życia nie spełniają minimalnych standardów Konwencji o prawach dziecka, ciężko pracują, prostytuują się lub przebywają w więzieniach.

Głównymi powodami opuszczania domu przez dzieci są nędza i przemoc w rodzinie. Według UNICEF w 2004 roku na całym 
świecie problem ten dotyczył blisko 100 milionów dzieci, z czego około 50 milionów w Afryce i ponad 40 milionów w Ameryce Łacińskiej.